# Brimont
Brimont je francouzská obec v departementu Marne v regionu Grand Est. V roce 2014 zde žilo 432 obyvatel.

## Poloha obce
Obec leží u hranic departementu Marne s departementem Aisne, tedy i u hranic regionu Grand Est s regionem Hauts-de-France.
Sousední obce jsou: Auménancourt, Berméricourt, Bétheny, Bourgogne-Fresne, Courcy a Orainville (Aisne).

## Vývoj počtu obyvatel
Počet obyvatel